# Vodní nádrž Königshütte
Vodní nádrž Königshütte (německy Talsperre Königshütte) je přehrada v systému Vodního díla Rappbode. Hráz se nachází v horách Harz ve spolkové zemi Sasko-Anhaltsko. Přehradila vody řeky Bode a leží mezi Königshütte a Susenburg. Vodní dílo Königshütte je takzvanou údolní nádrží (Überleitungssperre).
Přehrada byla vystavěna na řece Bode mezi léty 1939-1943, stavbu však přerušila válka a byla dostavěna až během let 1952-1956. Přehrada má 18 metrů vysokou gravitační hráz z betonu. Její hlavním účelem je zásobování pitnou vodou a ochrana před povodněmi. Poskytuje také zásoby vody v obdobích sucha a vyrábí hydro-elektrickou energii. Elektrárna má instalovaný výkon 60 kW a vyrobí 0,18 GWh ročně.
Část vody z přehrady je odváděna přes 1795 metrů dlouhý tunel do vodní nádrže Rappbode. Zbytek teče zpět do řeky Bode. Kolem severního břehu nádrže probíhá silnice. Od přehrady vedou četné turistické stezky, které jsou turisty velmi vyhledávané.

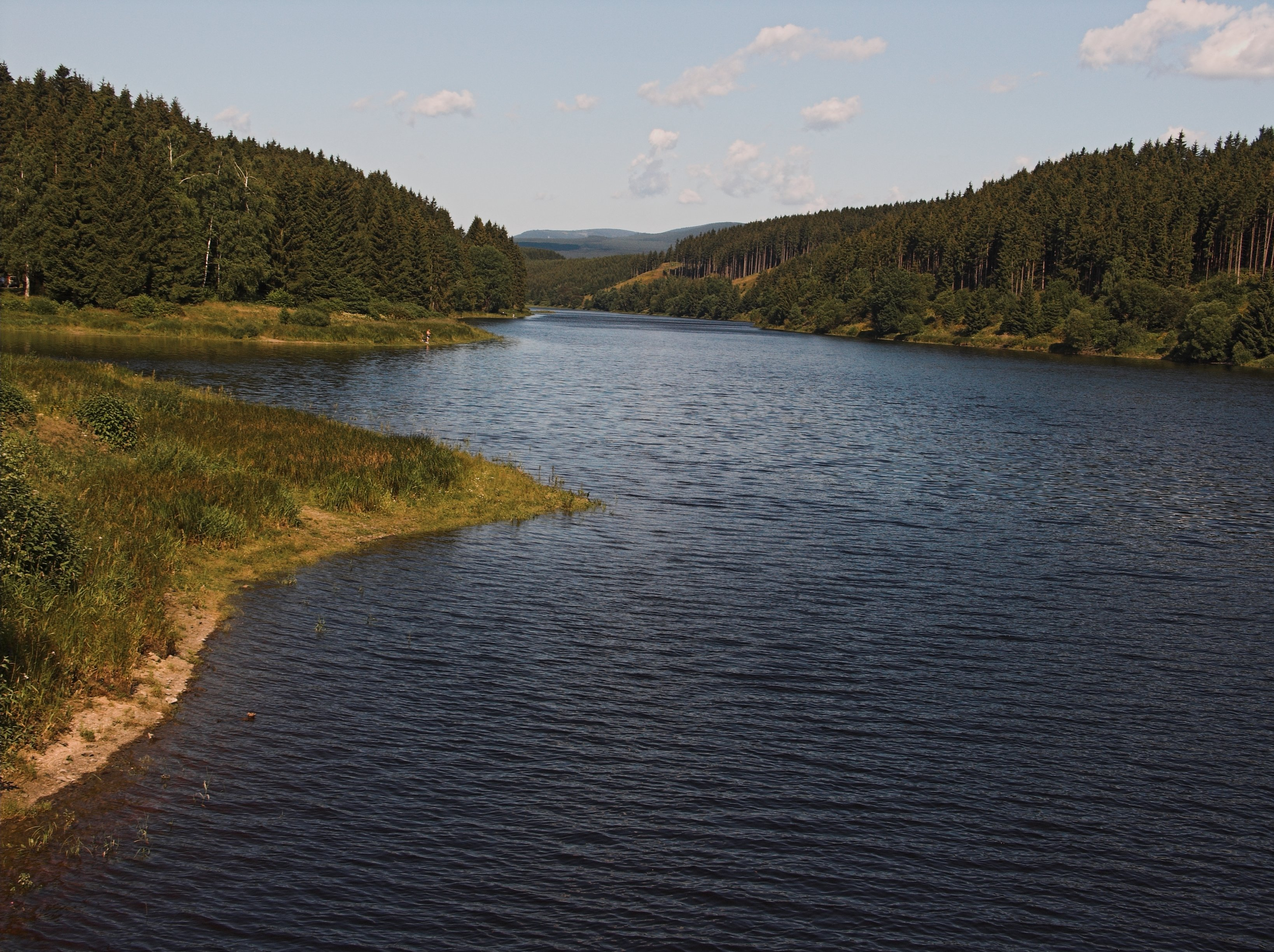
Západní sekce
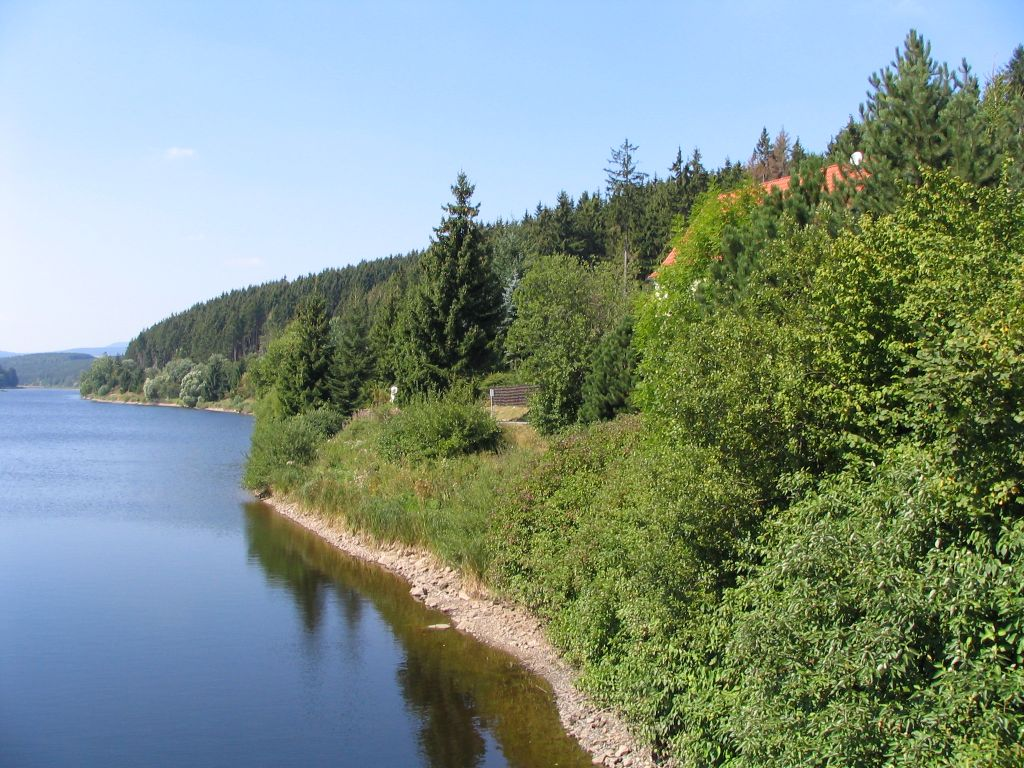
Severní část nádrže
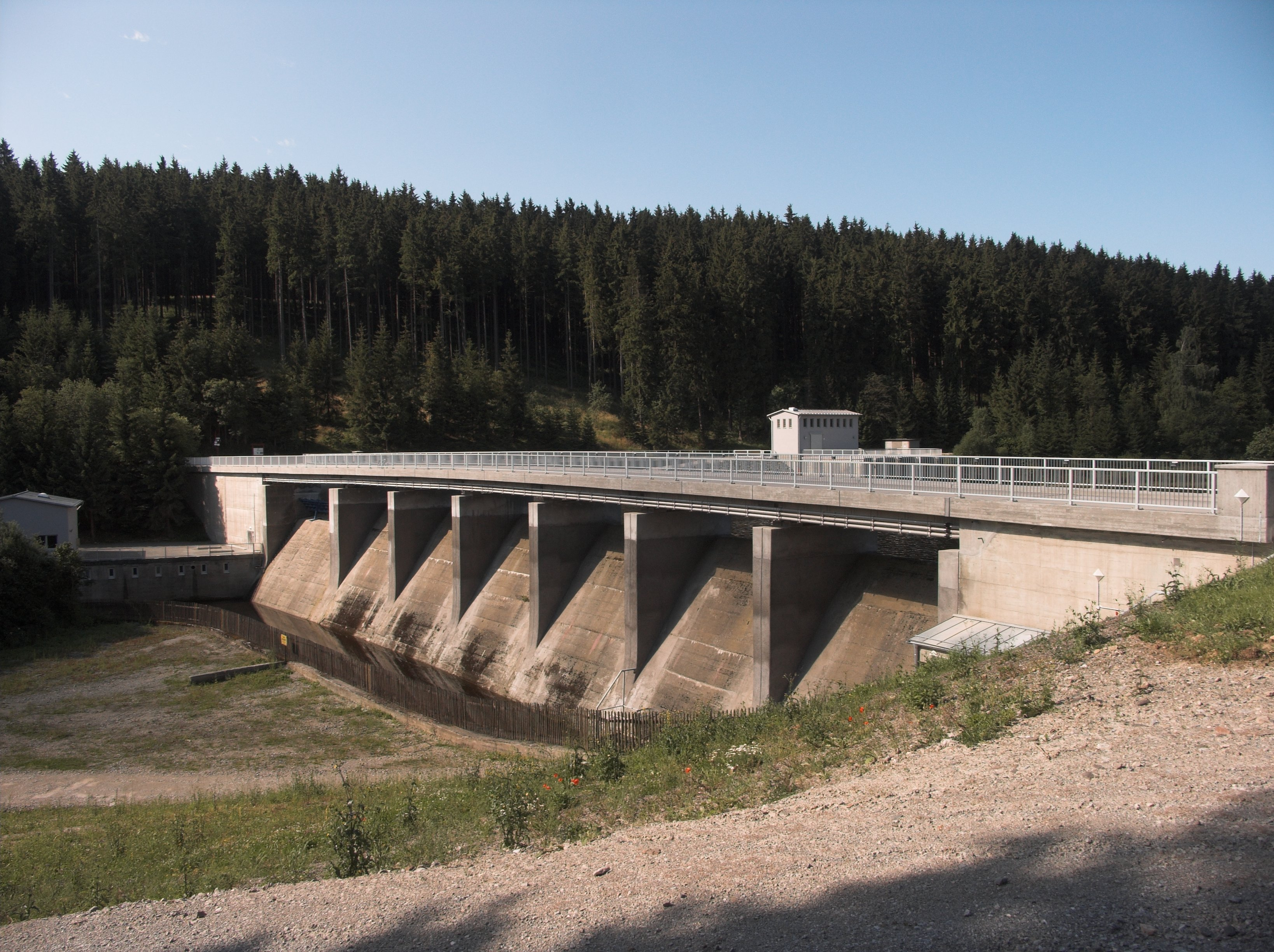
Pohled na přední stranu hráze